# Semiothisa denticulata
Semiothisa denticulata är en fjärilsart som beskrevs av Augustus Radcliffe Grote 1883. Semiothisa denticulata ingår i släktet Semiothisa och familjen mätare. Inga underarter finns listade i Catalogue of Life.